# Virola kwatae
Espèce
Virola kwatae est une espèce de plantes à fleurs de la famille des Myristicaceae. C'est un arbre endémique de Guyane.
Il peut atteindre 55m de haut et porte des contreforts imposants. L'espèce a une distribution grégaire, et  est assez bien répartie à l’échelle de la Guyane.